# كيت هورسلي
كيت هورسلي (بالإنجليزية: Kate Horsley)‏ هي كاتِبة أمريكية، ولدت في 1952.